# 尚雅克·基藍馬
占雅克·基藍馬（Jean-Jacques Kilama，1985年10月13日—），生於喀麥隆雅溫得，喀麥隆裔香港足球運動員，司職中堅，於居港滿7年後獲得香港特區護照，繼而獲香港代表隊徵召，在2015年底藉世界盃外圍賽中兩和中國國家隊的出色表現，而加盟中甲富豪球會天津權健，現效力標準流浪。

## 球會生涯
基藍馬生於喀麥隆雅溫得，自幼喜歡打籃球，但哥哥卻鼓勵他嘗試踢足球，期間他與前巴塞隆拿同鄉桑治一同代表學校出賽，只是在當地踢足球的收入很少，而基藍馬為改善自己及家人的生活，在20歲前在經紀引領下，到羅馬尼亞聯賽發展當球會外援，可惜効力一季便因嚴重傷患和言語不通，而未能夠適應當地生活，被迫離隊到傷愈後遠赴印尼加盟德里沙登。到2008年1月獲當時效力甲組球會晨曦的哥哥羅渣巴頓引薦下，來港加盟甲組球會流浪，更憑紮實體形及體能在本地賽事立足，可是球會最終降班收場，而護級失敗降班後，基藍馬在2008年7月與部分隊友一同追隨總監李輝立轉會新成立的甲組球會四海流浪，與外援拍擋盧加路合組成中堅組合，為流浪穩守甲組席位的功臣。
在2010年7月，基藍馬首度入選香港聯賽選手隊，並於對英超球會伯明翰的表演賽上陣。到2011年夏天轉會甲組球會晨曦。直到2014年季尾由於晨曦決定不會參加來季成立的港超聯，同時他快居港滿七年能以本地球員身份註冊本地賽事，因此他獲港超聯豪門東方招攬加盟，並在11月1日主場對太陽飛馬的聯賽，取得加盟後的首個入球，最終協助東方以3–0勝出，而基藍馬在代表香港代表隊於世界盃亞洲區外圍賽戰罷不丹國家隊後，獲中超球會上海申花提出聘約兼轉會費，但最終被東方會長拒絕。
在2015年底，基藍馬憑藉世界盃外圍賽中兩和中國國家隊的出色表現，更因當時香港球員在中國聯賽仍被當作內援計算，得到當時在中甲的富豪球會天津權健垂青，征戰2016的中甲聯賽。加盟後，基藍馬一度獲當時教練盧森保高重用，並在2016年3月13日作客對青島黃海首場聯賽，便正選登場兼踢足全場，直至第8輪聯賽權健不敵青島中能，賽後基藍馬被盧森保高貶為後備，但盧森保高其後因戰績欠佳及文化差異被解僱，換上前世界足球先生兼意大利名宿簡拿華路後，基藍馬就一直被貶後備及後更被傷患困擾，只能預備組和足協盃中亮相，而傷愈後亦只曾替球隊後備上陣。直至8月再對青島中能時，基藍馬時隔三個月再度獲得正選機會，但他半場就被換走，到9月底更因在預備組聯賽中，用頭撞擊對方球員，被罰停賽三場。10月22日，天津權健憑較佳對賽成績勇奪中甲聯賽冠軍，而基藍馬亦隨球會升班挑戰中超。
不過基藍馬被投閒置散，只能在盃賽甚至預備組比賽，更因辱罵球證被中國足協及天津權健停賽和罰款。在2017年底，基藍馬與天津權健約滿後以自由身離隊，直至在2018年2月1日加盟港超聯球會香港飛馬，在半季內共上陣4場。球季結束後，基藍馬轉會到獲亞協盃參賽資格的和富大埔。
在2019年9月，基藍馬重返港超聯球會流浪再跟李輝立合作。他在19/20球季共為球隊上陣11場，20/21球季在傷患困擾下間歇上陣並在菁英盃取得一個頭錘入球。

## 國際賽生涯
在2015年1月，基藍馬初居港滿7年後放棄喀麥隆護照手續，並且向香港入境處申請香港特區護照，直至4月16日成功獲得香港特區護照，並即於17日獲得香港隊主教練金判坤補選出戰世界盃外圍賽的初選名單中，而他於而他於6月11日主場對不丹國家隊的世界盃外圍賽，正選登場，首度代表香港代表隊於國際A級賽亮相，結果協助香港大勝7–0。
在2015年9月3日，基藍馬於作客中國國家隊的外圍賽，於開賽僅5分鐘就後備入替因傷退下火線的隊長陳偉豪，並與法圖斯鎮守中路，而他更在上半場被中國球員射向空門下，及時以一記雙腳飛鏟把球擋出，結果協助香港守和0–0，賽後與葉鴻輝同被冠以「港足英雄」的稱號，隨後他在2015年11月12日作客馬爾代夫國家隊的外圍賽，再在對方球員挑向空門下，及時以頭鎚把球頂出，成為香港以1–0勝出的功臣之一，總結基藍馬在一系列的世界盃亞洲區外圍賽表現出色，其中在世界盃亞洲區外圍賽兩鬥排名高香港60位的中國國家隊中，兩場比賽都能打成平手0–0，而兩場基藍馬均正選登場並打滿全場，可是結果香港以小組第三名出局。

## 檢舉假波
於2006至09年期，基藍馬與中國球員于洋同樣效力流浪而且關係不錯，其後他轉會至愉園，到2009年10月于洋到四海的球員宿舍拜訪舊隊友基藍馬，並透過翻譯要求基藍馬在同月3日對愉園的球賽中打假波，而基藍馬拒絕後，於翌日上午11時把此事報告予四海流浪總監李輝立，而李輝立隨後即滙報予香港足球總會，使假波事件因而被揭發，到2010年5月5日廉政公署宣佈打假波陰謀，並拘捕包括于洋在內的5名國援球員，結果他被判囚十個月和終身停賽不能參與香港足球總會舉辦之所有賽事及活動，而挺身舉報的基藍馬就贏得「廉政先鋒」的稱號。隨後四海流浪在2010年5月9日作客沙田的聯賽，有球迷掛上「We are proud of Kilama」的標語，更當基藍馬在78分鐘後備上陣時，獲得全場球迷鼓掌致敬，以表揚他的廉潔形象。
前天津權健教練盧森保高在巴西節目上，炮轟權健管理不善，暗示球會為權鬥而故意輸球，更以基藍馬為例子指有場球會以2–3落敗時，他錄得3次失誤，導致球隊3次失球而輸球，而球隊並未佈置造越位戰術，但基藍馬被突破後只舉手示意對方越位，而追趕防守，但由於基藍馬在港踢球時曾拒絕隊友利誘打假波因此盧森保高的話被各界質疑。

## 球場以外
基藍馬於每年12月都會回喀麥隆探親，同時於城內舉辦小型足球賽事。

## 國際賽事紀錄
- 僅列出國際A級比賽

| 上陣次數 | 時間           | 地點                            | 對手     | 比數 | 賽事性質                 | 入球 (累計) |
| -------- | -------------- | ------------------------------- | -------- | ---- | ------------------------ | ----------- |
| 1        | 2015年6月11日  | 香港 旺角大球場                 | 不丹     | 7–0  | 2018年世界盃外圍賽       | 0 (0)       |
| 2        | 2015年9月3日   | 深圳 寶安體育中心               | 中國     | 0–0  | 2018年世界盃外圍賽       | 0 (0)       |
| 3        | 2015年9月8日   | 香港 旺角大球場                 |          | 2–3  | 2018年世界盃外圍賽       | 0 (0)       |
| 4        | 2015年10月8日  | 曼谷 拉加曼加拉體育場           | 泰國     | 0–1  | 國際友誼賽               | 0 (0)       |
| 5        | 2015年10月13日 | 廷布 不丹體育場                 | 不丹     | 1–0  | 2018年世界盃外圍賽       | 0 (0)       |
| 6        | 2015年11月7日  | 香港 旺角大球場                 | 緬甸     | 5–0  | 國際友誼賽               | 0 (0)       |
| 7        | 2015年11月12日 | 馬累 國家運動場                 | 馬爾地夫 | 1–0  | 2018年世界盃外圍賽       | 0 (0)       |
| 8        | 2015年11月17日 | 香港 旺角大球場                 | 中國     | 0–0  | 2018年世界盃外圍賽       | 0 (0)       |
| 9        | 2016年9月1日   | 香港 旺角大球場                 | 柬埔寨   | 4–2  | 國際友誼賽               | 0 (0)       |
| 10       | 2017年3月23日  | 約旦 安曼國際體育場             | 约旦     | 0–4  | 國際友誼賽               | 0 (0)       |
| 11       | 2017年3月28日  | 黎巴嫩 卡密拉夏蒙體育中心體育場 | 黎巴嫩   | 0–2  | 2019年亞洲盃外圍賽第三輪 | 0 (0)       |
| 12       | 2017年6月7日   | 香港 旺角大球場                 | 约旦     | 0–0  | 國際友誼賽               | 0 (0)       |
| 13       | 2017年6月13日  | 香港 香港大球場                 |          | 1–1  | 2019年亞洲盃外圍賽第三輪 | 0 (0)       |
| 14       | 2017年8月31日  | 新加坡 惹蘭勿剎體育場           | 新加坡   | 1–1  | 國際友誼賽               | 0 (0)       |
| 15       | 2017年9月5日   | 馬來西亞 漢惹拔體育場           | 马来西亚 | 1–1  | 2019年亞洲盃外圍賽第三輪 | 0 (0)       |

## 榮譽
晨曦
- 香港高級組銀牌冠軍（2011–12季度）

東方
- 香港足總盃亞軍（2014–15季度）
- 香港超級聯賽亞軍（2014–15季度）
- 香港高級組銀牌冠軍（2014–15、2015–16季度）
- 香港超級聯賽冠軍（2015–16季度）

天津權健
- 中國甲級足球聯賽冠軍（2016年）

和富大埔
- 香港超級聯賽冠軍（2018–19季度）

## 外部連結
- 香港足球總會網頁球員資料